# Marc van Roon

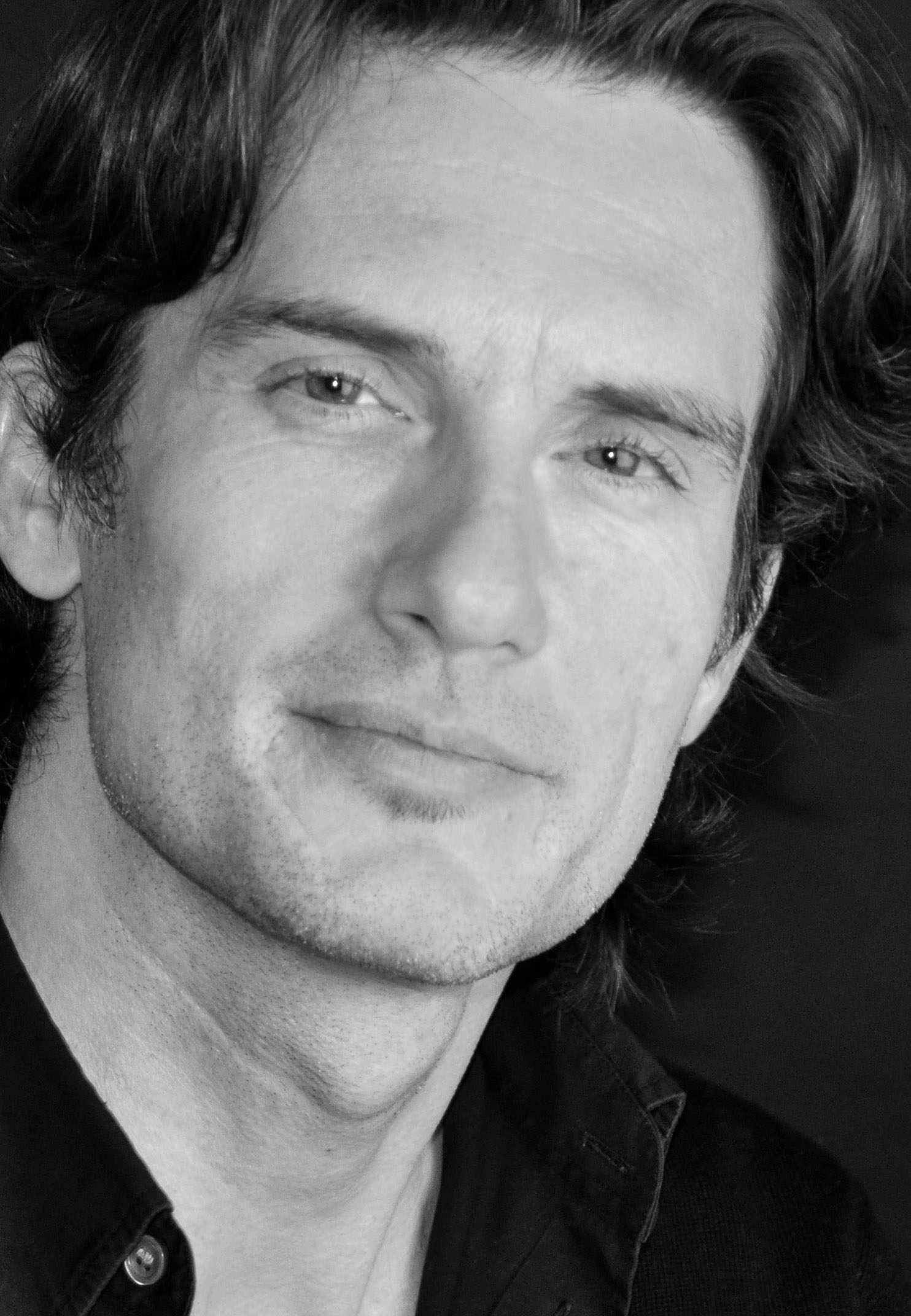
Marc van Roon (Foto Dirk W. de Jong)

Marc van Roon (Den Haag, 2 november 1967) is een Nederlands pianist, componist en docent.

## Biografie
Van Roon werd in Den Haag geboren in het gezin van Wouter van Roon, musicus, producer en chef lichte muziek NOS, en beeldhouwster Wibbine Telders. Zijn jongere broer is DJ en drummer Ruben van Roon. Hij studeerde jazzpiano aan het Koninklijk Conservatorium in Den Haag bij Frans Elsen en Rob van Kreeveld en in New York bij Kenny Werner, Barry Harris en Richie Beirach.
In 1992 komt de debuut-CD We Won't Forget uit. Met zijn trio begeleidde hij jazztrompettist Clark Terry in december 1993. Vanaf 1995 volgt hij Karel Boehlee op in het European Jazz Trio (EJT) met bassist Frans van der Hoeven en drummer Roy Dackus. EJT nam CD’s op en werkte samen met Charlie Mariano, Art Farmer en Jesse van Ruller. Daarnaast bracht Van Roon CD’s uit met Amerikaans jazzsaxofonist Dave Liebman. Marc van Roon is samenwerkingen aangegaan met een aantal binnen- en buitenlandse musici waaronder Ack van Rooyen, Michael Moore, Fay Claassen, Eric Vloeimans en Greg Osby. Van Roon componeerde muziek voor moderne dans in samenwerking met de Belgische choreografe Annabelle Lopez Ochoa (e.g. de choreografie Before After). Sinds 2006 is Van Roon de vaste pianist in het Nederlandse quartet van saxofoniste Tineke Postma.

## Educatie en Sociale interventies
Als docent, coach en curriculumontwikkelaar was van Roon tussen 2001 en 2023 verbonden aan het Prins Claus Conservatorium, onderdeel van de Hanzehogeschool Groningen. Daarnaast is hij als docent en coach verbonden aan het Rotterdams Conservatorium Codarts Conservatorium in Rotterdam. Samen met collega's van de conservatoria in Den Haag en van de Iceland Academy of the Arts in Reykjavik is van Roon medeontwerper van de nieuwe hbo muziek Master New Audience and Innovative Practice (NAIP) en tussen 2007 en 2012 mede-onderzoeker in het Lectoraat Lifelong Learning in Music. Van Roon is binnen de conservatoria en het bedrijfsleven ook actief als coach en mentor. 
Van Roon is medeoprichter van de organisatie Art in Rhythm. Tussen 1995 en 2009 co-creëerde Art in Rhythm incentives, trainingen en sociale interventies voor het bedrijfsleven en het organisatiedomein. Hij werkte daarbij o.a. samen met prof. dr. Peter Kruse en Joseph Jaworski.
In 2018 behaalde Van Roon zijn academische mastertitel en MSc graad sociale interventie bij het LESI opleidingsinstituut (landelijk expertisecentrum voor sociale interventie) en Universiteit Utrecht. Per 21 januari 2020 is van Roon als adviseur verbonden aan de Raad voor Cultuur.

## Discografie (selectie)
als leider
- Kinn (trio), 2021, SACD hybrid, TRPTK. TTK 0091
- Inventions & Variations (solo), 2017, SACD hybrid, Buzz Records, ZZ 76124
- Quantum Stories (trio), 2013, SACD hybrid, Challenge Records, CR 73368
- I Still See You (solo), 2011, Ponycanyon Japan/Korea, PCKD-00220
- En blanc et noir #10, Ft. Eric Vloeimans, 2006, Daybreak, DBCHR 75248
- We Won't Forget (trio), 1992, Art In Jazz – 991 001-2

met het European Jazz Trio (EJT)
- Autumn in Rome, 2015, MYCJ-30650
- An Afternoon in Amsterdam (DVD), 2006, MYP-0017
- Angie, Ft. Jesse van Ruller, 2001, MYCJ-30127
- Libertango, Ft. Charlie Mariano, 1999, MYCJ-30029
- The Windmills of your Mind, Ft. Art Farmer, 1997, TECW25629

als sideman
- Drumwise (Wim Kegel), 2015, Buzz Records, ZZ 76117
- The Ballad Album (Angelo Verploegen), 2011, Challenge Records, CR 73318
- A Journey That Matters (Tineke Postma), 2007, Foreign Media Jazz – 93524
- Osiris (Michael Moore Quintet), Ramboy #22
- I Am Rose (Susanne Abbuehl), 1997
- New York Straight Ahead (Tony Lakatos, Dick de Graaf), 1996, Challenge Jazz, CR 70033

als creative producer
- Sonic Halo (Tineke Postma & Greg Osby), 2014, Challenge Records, CR 73370
- The Dawn of Light (Tineke Postma, 2011, Challenge Records, CR 73313 (Edison winnaar jazz nationaal 2011)
- Rhythms & Rhymes (Fay Claassen), 2008, Jazz ’N Pilz, BMCD 380
- With a Song in my Heart (Fay Claassen), 2008, Challenge Jazz, CHR 70096

- Gemeinsame Normdatei: 1078752966
- International Standard Name Identifier: 0000 0000 4594 4946
- Library of Congress Control Number: no98125287
- Nationale Bibliotheek van Israël: 987007343161505171
- Virtual International Authority File: 26690632
- WorldCat: E39PBJrWxrPCGpmDcb3wvt8cT3